# Конечна Олена Михайлівна
Олена Михайлівна Конечна (14 березня 1968, м. Чернігів) — українська письменниця, журналістка, лауреатка Чернігівської обласної премії імені Михайла Коцюбинського. Членкиня Національних спілок письменників та журналістів, очільник Чернігівської обласної організації НСПУ (з травня 2013).

## Освіта
- 1991 — закінчила біолого-ґрунтознавчий факультет Ленінградського державного університету.

## Кар'єра
По закінченні університету два роки працювала інспектором Чернігівського державного комітету з охорони природи. 
З лютого 1994 року – редактор редакційно-видавничого відділу РВК «Деснянська правда». 
З вересня 1995 року і до листопада 2005 року – кореспондент обласної газети «Деснянська правда». 
2006-2008 роки - власний кореспондент газети "Вісті Центральної спілки споживчих товариств України" по Чернігівській області. 
У травні 2013 року очолила Чернігівську обласну організацію Національної спілки письменників України. 

## Творчість
Олена Конечна – авторка численних оповідань, низки повістей, кількох романів. Працює в жанрах психологічної та пригодницької прози. У співавторстві з Аллою Сокол створила низку прозових та поетичних творів для дітей. 
Дебютувала в літературі збіркою оповідань «На березі дощів».
Авторка збірок оповідань «На березі дощів», «Час у пригорщах», романів «За ґратами раю», «Синдром Роксолани», детективної збірки «Озброєний янгол», книжки для дітей «Копійчині мандри».

## Відзнаки
- 2011 — лауреатка Чернігівської обласної премії імені Михайла Коцюбинського у номінації «Проза». Удостоєна звання лауреатки премії за книги «На березі дощів», «Час у пригорщах», «Копійчині мандри», «За ґратами раю», «Синдром Роксолани», «Озброєний янгол».
- Переможець Міжнародного конкурсу молодих літераторів «Гранослов-99».

## Різне
Живе у Чернігові. 